# フィッツロイ・シンプソン
フィッツロイ・シンプソン（Fitzroy Simpson、1970年2月26日 - ）は、イギリス生まれの元ジャマイカ代表歴のあるサッカー選手である。1988年から2008年までミッドフィールダーとレフトバックとして活躍した。
彼はまた、プレミアリーグのマンチェスター・シティやフットボールリーグのスウィンドン・タウン、ポーツマスなどで活躍した。

## 来歴

### クラブ
彼は1987年、スウィンドン・タウンのユースチームに入り、翌年にはプロ契約を交わした。デビュー戦では相手チームの選手を殴ったことにより退場になっている。1992-1993シーズン前に、50万ポンドでマンチェスター・シティに移籍したが、最初の数年間はスターティングメンバーに食い込めず、もがく日々が続いたため、ブリストル・シティへ移籍し、その後、ポーツマスで1999年までプレーした。
ジャマイカ代表としてワールドカップに出場後、ハーツと契約したが、これは彼にとっては失敗の移籍だった。しかし、チャンスは再び訪れる。ウォルソールのレイ・グレイドン監督のもとで再起を果たした。シンプソンはウォルソールを上昇気流に乗せることに貢献し、フットボールリーグ2部リーグの昇格プレーオフファイナルで勝利するまでになった。しかし、シンプソン自身は準決勝で負った怪我のため、出場していない。ウォルソールには2003年の夏まで所属。
2003-04シーズンに、彼はノンリーグフットボールのテルフォード・ユナイテッドでプレー。その後、北アイルランドプレミアシップのリンフィールドに移籍するも、2005年6月、35歳になったときに、放出された。
彼はその時、引退を強く希望したが、結局はサッカー界に戻り、ハヴァント・アンド・ウォータールーヴィルでキャリア再開をした。経験豊富なMFは、イーストリーでもプレーし、2007-08シーズンをもって引退した。

### 代表
シンプソンは1997年から2003年までで36試合に出場し、1998年のワールドカップではグループステージ3試合全てに出場している。

### 引退後
シンプソンは自身の作ったフィットネスジムを経営し、いまは新しいジム”Get fit with Fitzroy”を始める準備をしている。

## 代表歴

### 出場大会
- ジャマイカ代表
  - 1998 FIFAワールドカップ

### 試合数
- 国際Aマッチ 43試合 3得点（1997年-2003年）[3]

| ジャマイカ代表 | 国際Aマッチ | 国際Aマッチ |
| 年             | 出場        | 得点        |
| -------------- | ----------- | ----------- |
| 1997           | 13          | 1           |
| 1998           | 15          | 1           |
| 1999           | 4           | 0           |
| 2000           | 1           | 1           |
| 2001           | 6           | 0           |
| 2002           | 3           | 0           |
| 2003           | 1           | 0           |
| 通算           | 43          | 3           |